# メトリオリンクス
メトリオリンクス (Metriorhynchus) は中生代中期ジュラ紀から後期ジュラ紀の1億5,700万 - 1億5,400万年前に生息していたワニ形上目新鰐類の絶滅した属。化石はフランスのジュラ紀の地層から発見されている。学名は「程よい寸法の（あるいは中ぐらいの）鼻面」を意味する。かつてはイギリス及びチリ、アルゼンチンなどから知られる多くの種が含まれていたが、2021年現在有効な種はM. brevirostrisのみである。

## 形態

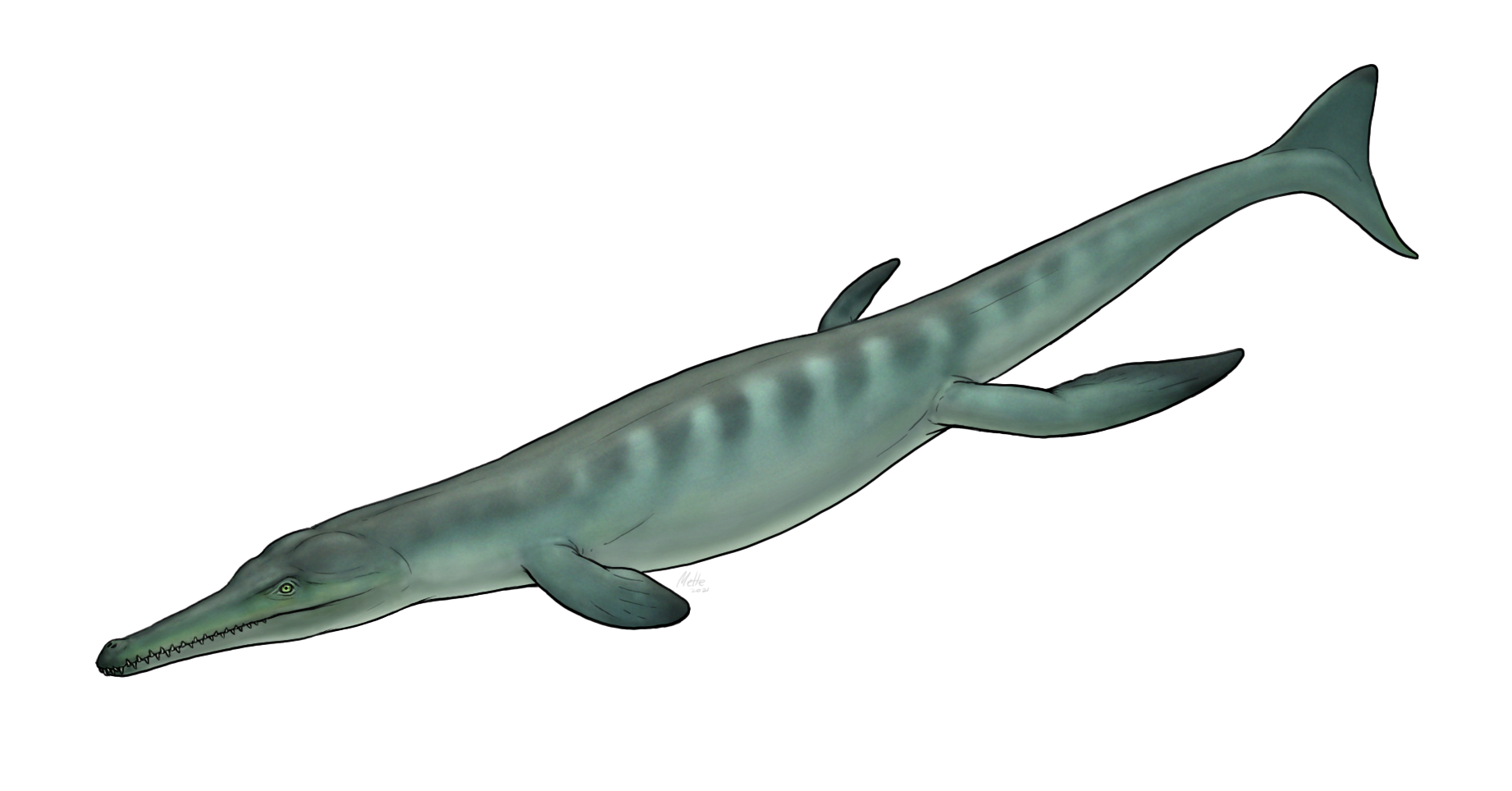
近縁種に基づいた生体復元図

かつて知られていた種が他属に移動したことにより、メトリオリンクス自体は吻のみから知られることになるが、近縁種から体型を推測することが可能。胴体は長く流線型で、先端に鼻孔を持つ吻も伸長している。顎には鋭い円錐形の歯がある。また長い筋肉を持っていることから、顎を大きく開くことができたと推定されている。四肢は鰭状に変化しているが、後肢の方が大きくなっている。陸上では、はうようにして移動していたのであろう。尾椎骨は魚竜のように下方へ折れ、その内先端の数個は棘突起が伸びて「尾鰭」を形成していた。体を取り巻く装甲は退化して体表は滑らかになり、水の抵抗を減らしている。

## 含まれる種
メトリオリンクス属に含まれる有効な種は、タイプ種のM. geoffroyii (現在はM. brevirostrisとされる)のみである。以前まで含まれていた他の種はPurranisaurus属やSuchodus属、Thaloattosuchus属の種などに分離された。

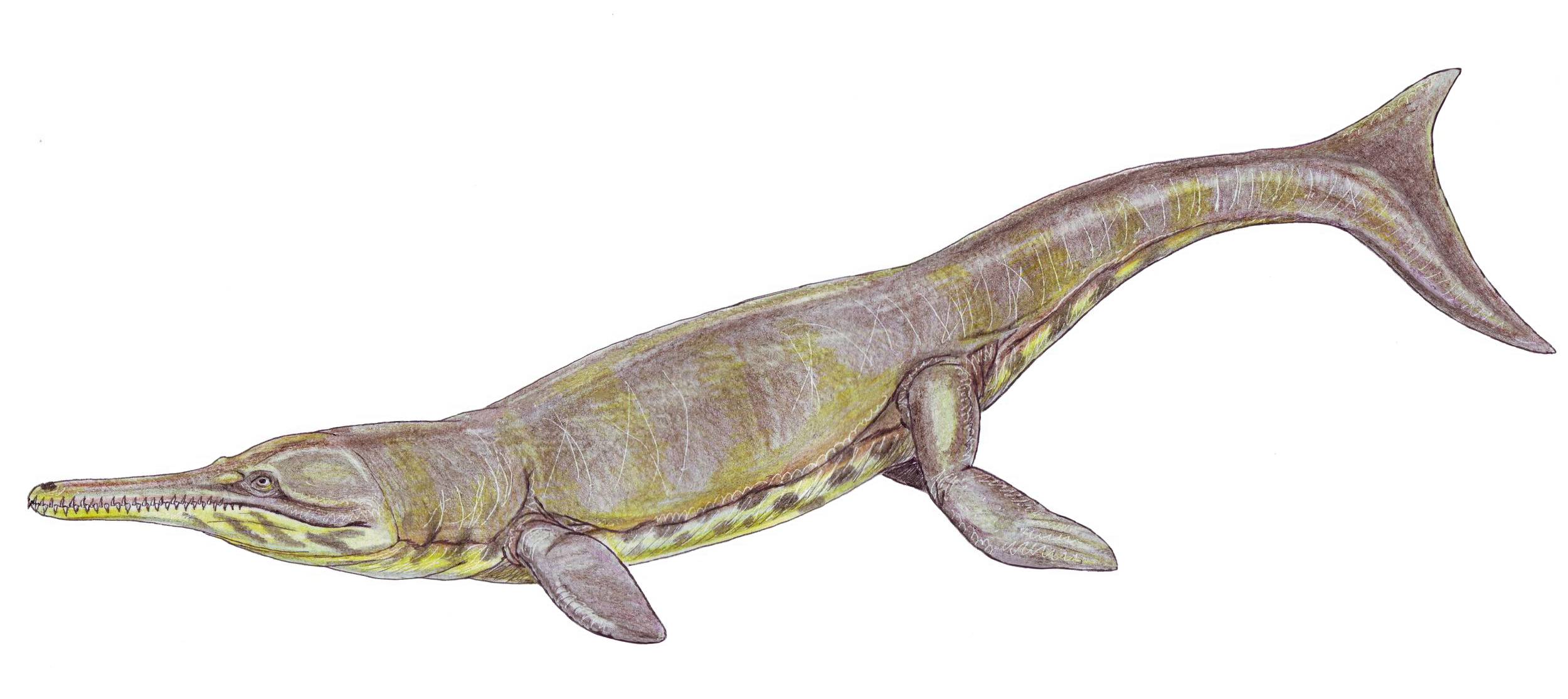
Thalattosuchus superciliosus、以前M. superciliosusとされていた種
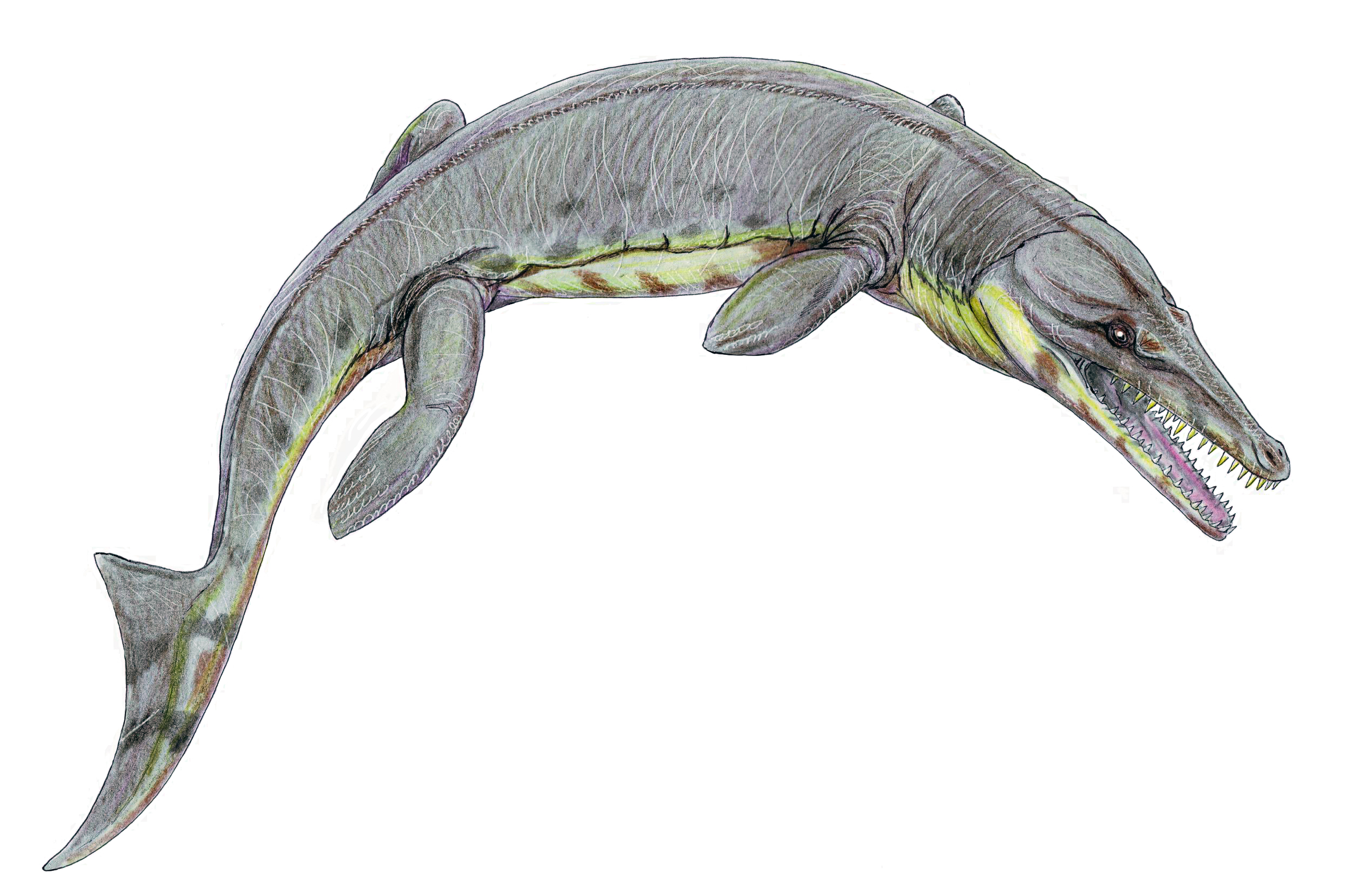
Suchodus durobrivensis、以前M. durobrivensisとされていた種

## 生態
近縁のゲオサウルス程ではないが、現在知られているワニの中でも完全に水中生活に適応した数少ない種のひとつであり、おそらくは産卵時を除いて一生の大半を水中で過ごしたであろう。近縁種の化石に残された胃内容物の痕跡から、アンモナイトや大型魚類などさまざまな水棲生物を捕食していた。化石に残る歯形から、このグループに含まれる種は史上最大の魚類リードシクティスまで襲撃したとされる。また、翼竜をも餌食としたらしい。しかし、身体に装甲を持たないことから、より大型の捕食者に狙われた可能性がある。